# Irénée-Jules Bienaymé
Irénée-Jules Bienaymé (* 28. August 1796 in Paris; † 19. Oktober 1878 ebenda) war ein französischer Wahrscheinlichkeitstheoretiker und Statistiker. In Fortsetzung des Werks von Laplace, dessen Methode der kleinsten Quadrate er verallgemeinerte, leistete er Beiträge zur Wahrscheinlichkeitstheorie, Statistik und zu deren Anwendung auf Finanzrechnung, Demographie und Sozialstatistik. Insbesondere hat er die Tschebyschow-Ungleichung im Hinblick auf das Gesetz der großen Zahlen ausgesprochen (1869).

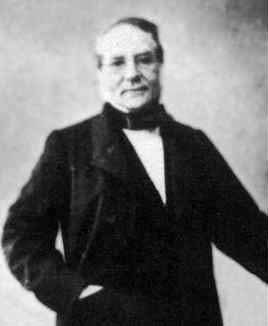
Irénée-Jules Bienaymé

## Leben
Bienaymé besuchte das Lyzeum von Brügge, dann das Lycée Louis-le-Grand in Paris, und nachdem er 1814 an der Verteidigung von Paris beteiligt war, besuchte er 1815 die École polytechnique, doch als einer jenes Jahrganges, der insgesamt schon im Folgejahr wegen seiner bonapartistischen Sympathien von Ludwig XVIII. von der Hochschule ausgeschlossen wurde.
1818 wurde er Dozent für Mathematik an der Militärschule Saint-Cyr, trat jedoch zwei Jahre später in die Finanzverwaltung ein. Schnell zum Finanzinspektor befördert und 1834 zum Generalfinanzinspektor, entließ ihn die Republik 1848 wegen Mangels an republikanischer Gesinnung. Nachdem er Professor für Wahrscheinlichkeitstheorie an der Sorbonne geworden war, verlor er seine Stellung 1851. In der Folge wirkte er als Berater und wurde Statistikexperte für die Regierung Napoleons III.
Nach dem Eintritt in die Académie des sciences 1852 war Bienaymé 23 Jahre lang Prüfer für die Vergabe des Preises für Statistik. Als Gründungsmitglied der Société mathématique de France war er 1875 ihr Präsident. Im Dezember 1874 wurde er als korrespondierendes Mitglied in die Russische Akademie der Wissenschaften in St. Petersburg aufgenommen.

## Werk
Bienaymé hat nur 23 Artikel veröffentlicht, von denen die Hälfte unter obskuren Umständen erschienen. Seine ersten Arbeiten behandelten Demographie und Sterbetafeln. Er forschte insbesondere über das Aussterben geschlossener Familienkreise (etwa der des Hochadels), die sich im Niedergang befanden, obwohl die Bevölkerung Frankreichs insgesamt wuchs.
Als Schüler Laplaces und unter dem Einfluss von dessen Analytischer Theorie der Wahrscheinlichkeiten (1812) verteidigte er dessen Auffassungen in einem Streit mit Poisson über die Größe der Geschworenenbank und die für eine Verurteilung erforderliche Mehrheit. Er verallgemeinerte die Methode der kleinsten Quadrate und fand die Gleichung von Bienaymé.
Er versuchte mit seinem Freund Antoine-Augustin Cournot eine Wahrscheinlichkeitstheorie fortzuentwickeln, die nicht mehr vom großen Atem seiner Vorgänger lebte. Nach den Hoffnungen auf eine probabilistische Beschreibung der Natur vermöge einiger universeller Gesetze, wie sie Jakob I Bernoulli, Laplace und Poisson noch hegten, war nun der Zauber verflogen:
„Die grenzenlose Vielfalt, die die Natur hervorbringt, um auf einfachste Weise sehr komplexe Wirkungen hervorzubringen, lässt vermuten, dass man spezielle Sätze entdecken wird, die für einige Sonderfälle gelten werden. Es hat aber nicht den Anschein, dass eine Formel ähnlich der Jakob Bernoullis alle möglichen Umstände abdecken könnte.“
Als französischer Übersetzer der Arbeiten seines Freunds, des russischen Mathematikers Pafnuti Lwowitsch Tschebyschow, veröffentlichte er die Tschebyschow-Ungleichung, die einen einfachen und exakten Beweis des Gesetzes der großen Zahlen liefert.
Auch mit dem Pionier der Demographie Quételet unterhielt er einen Briefwechsel und stand mit Lamé in Verbindung.
Der stets streitbare Bienaymé kritisierte Poissons Gesetz der großen Zahlen und hatte einen Zwist mit Cauchy.

## Schriften
- Irénée-Jules Bienaymé: Sur les probabilités des erreurs d’après la méthode des moindres carrés. In: Journal de Mathématiques Pures et Appliquées. Serie 1, Band 17, 1852, S. 33–78.
- Irénée-Jules Bienaymé: Considérations à l’appui de la découverte de Laplace sur la loi de probabilité dans la méthode des moindres carrés. In: Comptes rendus hebdomadaires des séances de l’Académie des sciences. Band 37, 1853, S. 309–324. (Wieder in: Journal de Mathématiques Pures et Appliquées. Serie 2, Band 12, 1867, S. 158–176.).